# Kozağacı, Çavdır
Kozağacı là một thị trấn thuộc huyện Çavdır, tỉnh Burdur, Thổ Nhĩ Kỳ. Dân số thời điểm năm 2010 là 1.284 người.